# Leif Beckman
Leif Beckman, född 31 maj 1901 i Ljungby, död 28 mars 1969, var en svensk journalist och författare. Han var utrikeskorrespondent i Paris mellan åren 1936 och 1939 samt krigskorrespondent 1938 och 1940. Som författare skrev han även under pseudonymen Charles Flynn under vilken bland annat äventyrsböckerna Ann Carpenters och Sommarsaga med pistol gavs ut. Förutom äventyrsböcker skrev och redigerade han populärvetenskapliga böcker om upptäcktsfärder, sjörövare och jordens historia. 